# Limoges-Fourches
Limoges-Fourches település Franciaországban, Seine-et-Marne megyében. Lakosainak száma 599 fő (2022. január 1.). Limoges-Fourches Soignolles-en-Brie, Réau, Évry-Grégy-sur-Yerre, Lissy és Montereau-sur-le-Jard községekkel határos.

## Népesség
A település népességének változása:
| Lakosok száma | 454  | 456  | 477  | 490  | 508  | 561  | 564  | 573  | 599  |
|               | 2013 | 2015 | 2016 | 2017 | 2018 | 2019 | 2020 | 2021 | 2022 |